# Microgobius brevispinis
Microgobius brevispinis är en fiskart som beskrevs av Ginsburg, 1939. Microgobius brevispinis ingår i släktet Microgobius och familjen smörbultsfiskar. IUCN kategoriserar arten globalt som livskraftig. Inga underarter finns listade i Catalogue of Life.